# Émile Flach
Pour les articles homonymes, voir Flach.
Émile Henri Flach, né le 24 février 1853 à Bastia et mort le 17 juin 1926 dans la même ville, est un magistrat français, premier ministre d'État de Monaco de 1911 à 1917 sous le règne du prince Albert Ier.

## Carrière

### Ministre d'État de Monaco
Le 5 février 1911, Émile Flach est nommé ministre d'État de Monaco par le prince souverain Albert Ier. Il est le premier titulaire de cette fonction crée par la Constitution monégasque de 1911 et adoptée en réaction à la révolution monégasque.

## Décorations
- Chevalier dans l’ordre national de la Légion d’honneur (France), 1897
- Officier dans l’ordre national de la Légion d’honneur (France), 1904